# 亜蓮
亜蓮（あれん、2000年5月13日 - ）は、日本の俳優、歌手、ダンサーである。東京都出身。

## 略歴
2008年にスターダストプロモーションに入所。
2010年、蜷川幸雄演出の舞台彩の国シェイクスピア・シリーズ『ヘンリー六世』のラトランド役で舞台デビュー。蜷川からは、当初「ゆっくり 大人になりなさい」などと言われていたが、その後「まだちびだな！」「いそげ！」と声をかけられるようになったことを明かしている。
またジャーナリスト阪清和は亜蓮の演技に対し「その年齢では決して出せない凄みのようなものが宿っていて、目が釘付けになるほどだった。」と述べている。
2011年からスターダストプロモーション主催のEBiDAN（恵比寿学園男子部）に所属。
2012年、第25回東京国際映画祭 日本映画・ある視点部門に、主演映画『あかぼし』がノミネートされる。監督の吉野竜平は、亜蓮の起用に関して、オーディションの場における演技要求に対し「他の子とまったく違うアプローチ」をした点が決め手となったことを挙げている。
また阪は「あくまでも透明な目で親を宗教団体を見つめる保の、やるせなさと少年ならではの覚悟を感じさせる演技は、同世代では群を抜いていると言われるだけのことはある。」と述べている。
2014年、ムジカ・ピッコリーノ（NHK教育テレビ）第3話『ガタンゴトン』にてダンサーとしての出演を果たす。
2014年、EBiDAN TOKYO 39の新ユニット「EBi侍」メンバーに選抜された。その後、新ユニット「けもパン5」及び「EBi心.com」のメンバーにも選ばれている（詳細はEBiDAN#EBiDAN研究生と派生ユニットを参照）。
2014年、舞台『56W.X〜ぼくのサンタクロース〜』で長期の舞台では初の座長を務める。
2017年、EBiDANからの卒業を表明。
2023年、スターダストプロモーション退所。

## 出演
個人での活動のみ。EBiDAN TOKYO 39のメンバーとしての活動はEBiDAN#EBiDAN研究生と派生ユニットに記載。

### テレビドラマ
- スイッチガール（2011年、フジテレビTWO）神山新（幼少期） 役
- 35歳の高校生（2013年、日本テレビ）阿久津涼（中学生時代） 役
- 天国の恋（2013年、フジテレビ）長沢友也 役
- Dr.DMAT（2014年、TBS）八雲響（幼少期） 役
- 三匹のおっさん2 第5話（2015年、テレビ東京）田中光一 役
- 監察官・羽生宗一 第4作（2016年、テレビ朝日）塩崎貴一（青年期） 役
- 世界の文学がわかる!あらすじ名作劇場「たけくらべ」（2016年、BS朝日）藤本信如 役
- 先に生まれただけの僕（2017年、日本テレビ）岸田春樹 役
- ゴシップ#彼女が知りたい本当の○○ 第8話（2022年2月24日、フジテレビ）
- 月曜プレミア8 黙秘犯（2022年8月8日、テレビ東京）

### その他のテレビ番組
- MAG・ネット 〜マンガ・アニメ・ゲームのゲンバ〜「モンスターハンター」（2010年、NHK）蝶伝寺さすけ 役
- MAG・ネット 〜マンガ・アニメ・ゲームのゲンバ〜「黒執事」（2011年、NHK）蝶伝寺さすけ 役
- MAG・ネット 〜マンガ・アニメ・ゲームのゲンバ〜「総集編その2」（2011年、NHK）蝶伝寺さすけ 役
- MAG・ネット 〜マンガ・アニメ・ゲームのゲンバ〜「4月号」（2011年、NHK）蝶伝寺さすけ 役
- ピラメキーノ「子役恋物語」シーズン26[12]（2011年、テレビ東京）
- テストの花道ニューベンゼミ[13]（2017年、NHK Eテレ）ゼミ生

### 映画
- 管制塔（2011年）藤田駈の弟 役
- エイトレンジャー（2011年）横峯誠（幼少期） 役
- 短編映画 まほろば（2012年）主演・佐藤章光（幼少期） 役
- あかぼし（英語版）（2013年）主演・園部保 役
- 闇金ウシジマくんthe Final（2016年）丑嶋馨同級生 役

### 舞台
- ヘンリー六世（2010年）ラトランド 役
- ヘンリー四世（2013年）フォルスタッフの小姓 役
- グリムの森（2013年）主演・カケル 役
- 56W.X〜ぼくのサンタクロース〜（2014年）主演・ロク 役

### ミュージック・ビデオ
- チャダ「踊るマハチャダ」（2008年）
- ASIAN KUNG-FU GENERATION「新世紀のラブソング」（2009年）
- 菅原紗由理「君がいるから」（2009年）
- 椿屋四重奏「マテリアル」（2010年）

### CM
- バンダイ「バトルスピリッツ」（2012年）

### 広告
- 日本コカ・コーラ「コカコーラ」（2011年）

### ネット配信
- 未完成映画予告編大賞オリエンテーションムービー「ボクと彼女と、そしてボク」（2016年）ショータ 役、以下劇中パロディとして池袋ウエストゲートパーク安藤 崇（通称キング） 役、トリック山田 奈緒子 役、SPEC当麻 紗綾 役[14]
- 短編映画 わかれうた （2017年、ネスレシアター）峰島 誠 役[15]

## 作品
グループでの作品はEBiDAN#EBiDAN研究生と派生ユニットに記載。

### 写真集
- SUPER MIYUKI MATSUDA（2012年、OFFICE）